# Емануил Манолов (хор)
Хор „Емануил Манолов“ е мъжки представителен хор от гр. Габрово, България.
Носи името на големия български композитор Емануил Манолов.
Основан е през 1962 г. в гр. Габрово. По време на над 45-годишната си изпълнителска дейност, хорът е събрал богат и сериозен репертоар от над 200 хорови пиеси, включващ различни по жанр и стил творби.
Дълготрайната концертна дейност на хора в страната и в чужбина му носят седем първи, четири втори и две трети награди от международните конкурси и го причисляват към елита на българското хорово-изпълнителско изкуство.

## Спечелени конкурси
- 1971 г.: „Ч.А. Сегици“, Гориция, Италия;
- 1976 г.: „Нека пеят народите“, BBC, Лондон;
- 1977 г.: „проф. Георги Димитров“, Варна, България;
- 1978 г.: гр. Корк, Ирландия;
- 1982 г.: гр. Мидълсбро, Великобритания;
- 1995 г.: гр. Кардица, Гърция;
- 1999 г.: „Ч. А. Сегици“, Удине, Италия.

Хорът е осъществил много записи в Българското национално радио и Българската национална телевизия, издал е 3 грамофонни плочи.
Носител е на множество отличия и грамоти за високи художествени постижения и на два ордена „Кирил и Методий“.
Поради липса на финансиране и незаинтересованост от страна на общината, хор „Ем. Манолов“ прекратява своето съществуване, а Габрово загубва един от своите символи.